# Fiat 1800
Fiat 1800 er en bil introduceret af Fiat i 1959 og produceret frem til 1968 i forskellige version.
På introduktionstidspunktet blev Fiat 1800 udbudt i to modeller; sedan (Berlina) og stationcar (Familiare) med to motorvarianter, der begge var seks-cylindrede: 1800 (1795cc/75hk) og 2100 (2054cc/82hk).
Senere i 1959 introduceredes Fiat 2100 Speciale, der var en længere, bredere og højere variant af Berlina, der især kunne genkendes på sine fire forlygter mod Berlinaens to, en anden kølergrill og manglende kromlister på sidepanelerne. 
I 1961 blev begge modellerne revideret, således at Fiat 1800 blev afløst af Fiat 1800B, mens Fiat 2100 blev afløst af Fiat 2300. 
Fiat 1800, 1800B, 2100 og 2300 blev tilsammen produceret i ca. 30.000 eksemplarer, mens Fiat 2100 Speciale blev produceret i 1.174 eksemplarer.
| Stub | Spire Denne bilrelaterede artikel er en spire som bør udbygges. Du er velkommen til at hjælpe Wikipedia ved at udvide den. |